# Baja Andalucía

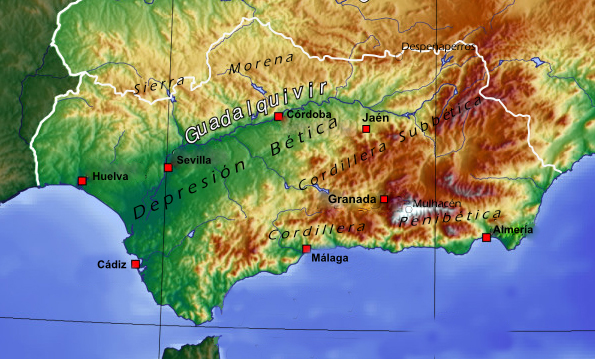
Mapa físico de Andalucía, donde pueden apreciarse la Alta y la Baja Andalucía, así como Sierra Morena.

Baja Andalucía o Andalucía la Baja es la unidad fisiográfica que comprende las tierras bajas del Valle del Guadalquivir de la comunidad autónoma de Andalucía, en España. Este término se usa en contraposición a la locución Alta Andalucía o Andalucía la Alta, referida al territorio montañoso de la Cordillera Subbética, el Surco Intrabético, la Cordillera Penibética y parte de los Sistemas Prebéticos. Ambas denominaciones individualizan las dos Andalucías.
Se trata de una denominación no oficial usada al menos desde principios del siglo XVII, pero que nunca ha tenido efectos jurisdiccionales. Sin embargo es frecuente su uso en registros artísticos,
cultos y humanísticos, aunque prevalece la distinción entre Andalucía Oriental y Occidental a efectos científicos, administrativos y coloquiales. El adjetivo que define lo perteneciente o relativo a la Baja Andalucía es bajo andaluz o bajoandaluz que, sin embargo, no aparece recogido en el DRAE.
La Baja Andalucía está compuesta por la Depresión Bética. Algunas de las comarcas que pertenecen a ella son el Alto Guadalquivir, el Valle Medio del Guadalquivir, la Vega del Guadalquivir, la Comarca de Sevilla, El Aljarafe, el Bajo Guadalquivir, las Marismas del Guadalquivir, Doñana, la Costa Noroeste de Cádiz, la Bahía de Cádiz, la Campiña de Jerez, El Condado, la Comarca de Huelva y la Costa Occidental de Huelva.
Con frecuencia se identifica grosso modo la Baja Andalucía con el territorio del antiguo Reino de Sevilla y del Reino de Córdoba, aunque no sea del todo exacto pues esos reinos incluían algunas comarcas altoandaluzas y parte de Sierra Morena, que suele considerarse un territorio con entidad propia, diferenciado de la Alta y de la Baja Andalucía. 